# Centro Mercantil Industrial y Agrícola
El Centro Mercantil Industrial y Agrícola fue construido en la primera mitad del siglo XVI y muy reformado en el siglo XX. Es la obra más lograda de Francisco Albiñana, en la que plantea una superación del lenguaje modernista, utilizando también elementos novecentistas en lo compositivo y en lo ornamental. La fachada estaba concebida como el gran escaparate arquitectónico de la burguesía industrial zaragozana. Fue declarado bien de interés cultural en 2004.

## Vista general
En la primera mitad del siglo XVI se construyó el palacio de Juan Coloma que era secretario de Fernando el Católico.
En 1910 se vendió al Centro Mercantil, Industrial y Agrícola de Zaragoza. En 1912 esta sociedad encargó la reforma al arquitecto Francisco Albiñana. Entre 1912 y 1914 se ejecutó la fachada y se remodeló el interior del edificio. Se remozó el vestíbulo, la escalera principal y se decoró el Salón Rojo.
Entre 1917 y 1922 se decoró el Salón de Billar y el Salón Comedor, participando un importante grupo de artistas y artesanos del momento: Dionisio Lasuén (escultor), Ángel Díaz Domínguez (pintor), Félix Lafuente (pintor), Clavero, Buzzi y Gussoni, Francisco Sorribas, Enrique Zubero, Joaquín Bailo (talla de mármoles), La Veneciana (vidriería) y León Quintana (vidriería).
Las reformas, ampliaciones exteriores y decoraciones interiores continuaron entre 1930 a 1934 dirigidas por el arquitecto Francisco Iñiguez Almech, inaugurándose en 1946.

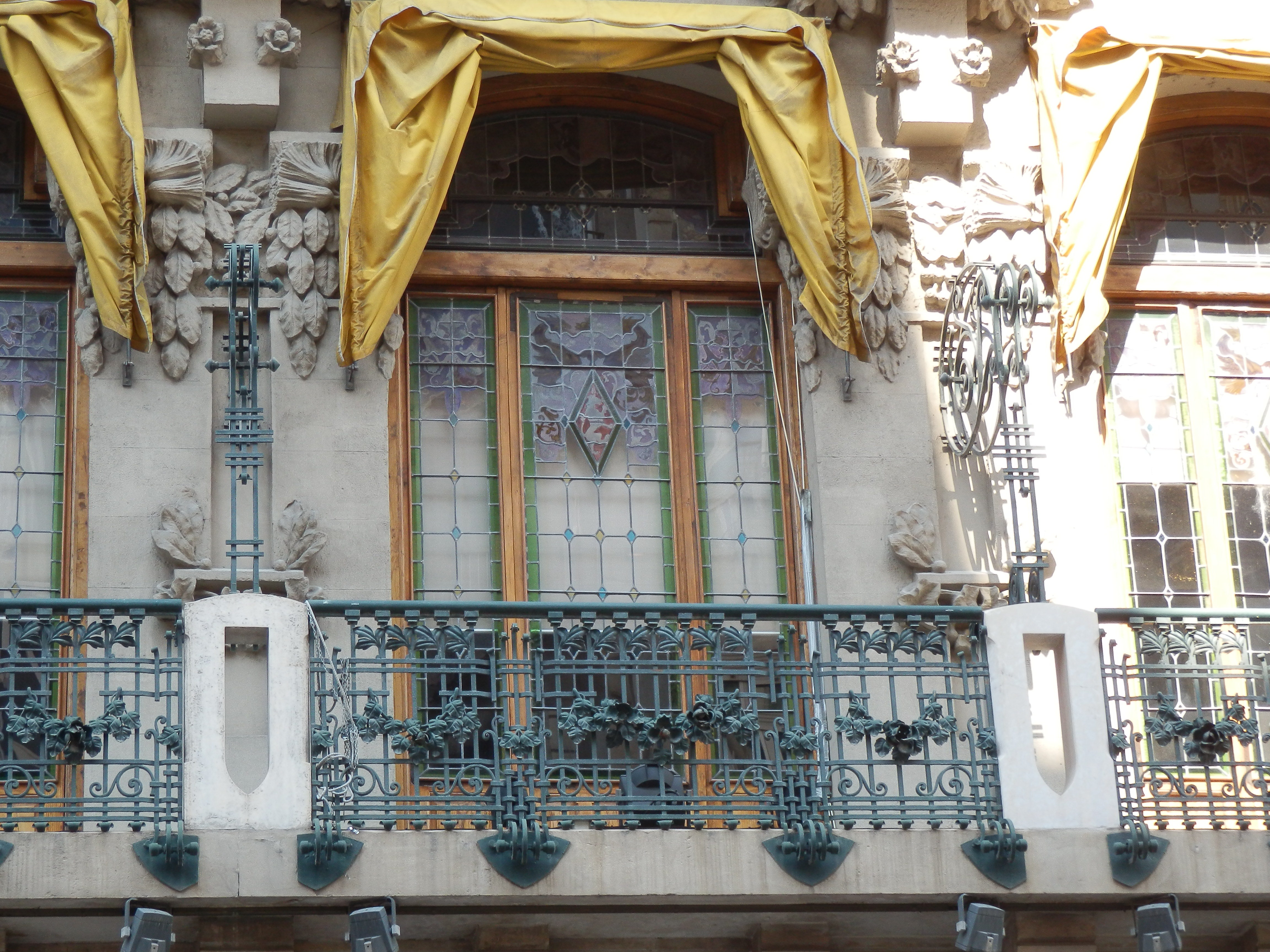
Detalle de la fachada

En el siglo XXI fue objeto de rehabilitación integral para uso de la entidad de ahorro Bantierra (antigua Cajalón), propietaria de la misma, proyectadas y dirigidas por José María Valero.
La construcción consta de sótano más cuatro plantas, recorridas por salones decorados en diferentes estilos dentro del historicismo imperante (el Salón Goya, el Rojo, el Pompeyano, etc.), en algunos de los cuales se conservan artesonados pertenecientes al antiguo palacio Coloma: uno situado en la planta principal junto a la fachada, en el denominado Salón Rojo; el segundo está situado en el piso principal, en una sala contigua al anterior, y el tercero en el zaguán del edificio. Son obras situables hacia 1530, y este último algo posterior.
La fachada construida en mármol, presenta una espectacular planta baja con grandes ventanales entre columnas pareadas, sobre la que se elevan tres plantas con balcones corridos flanqueados por dos cuerpos volados de miradores. El conjunto es rematado por una terraza con pérgola.
Sobre este diseño asimétrico y rígido, de inspiración vienesa, se aplica una exuberante decoración labrada con relieve muy carnoso, de carácter floral. Fue declarado bien de interés cultural el 27 de abril de 2004 con el identificador RI-51-0011204.